# Pán ze Sipánu
Pán ze Sipánu byl starověký vládce Močiků ze 3. století. Močikové byli kulturou, která ovládala sever starověkého Peru. Ostatky Pána ze Sipánu objevil v červenci 1987 peruánský tým archeologů pod vedením Waltera Alvy a Luise Chero Zurity a také antropoložky Susany Meneses.
Tento objev byl významným mezníkem v archeologii amerického kontinentu, protože bylo poprvé nalezeno skutečné pohřebiště předincké peruánské civilizace, a to v neporušeném stavu a beze stop po rabování. Dřevěná rakev, v níž byl panovník pohřben, byla prvním takovým nálezem na americkém kontinentě a odhalila nádheru a majestátnost tohoto vládce a válečníka starověkého Peru. Žil kolem roku 250 n. l.

## Nález

### Poloha nálezu
Hrobka byla objevena ve vesnici Sipán u města Chiclayo (okres Lambayeque). Toto území patřilo kultuře Močika, která uctívala jako hlavního boha Aiapaeca, dále například moře nebo měsíc. Močikové v době vlády Pána ze Sipánu obývali dvě geografické oblasti a dělili se na Močiky severní a jižní. Jižní Močikové obývali jižní údolí severního pobřeží centrálních And, severní Močikové obývali naopak severní část údolí.

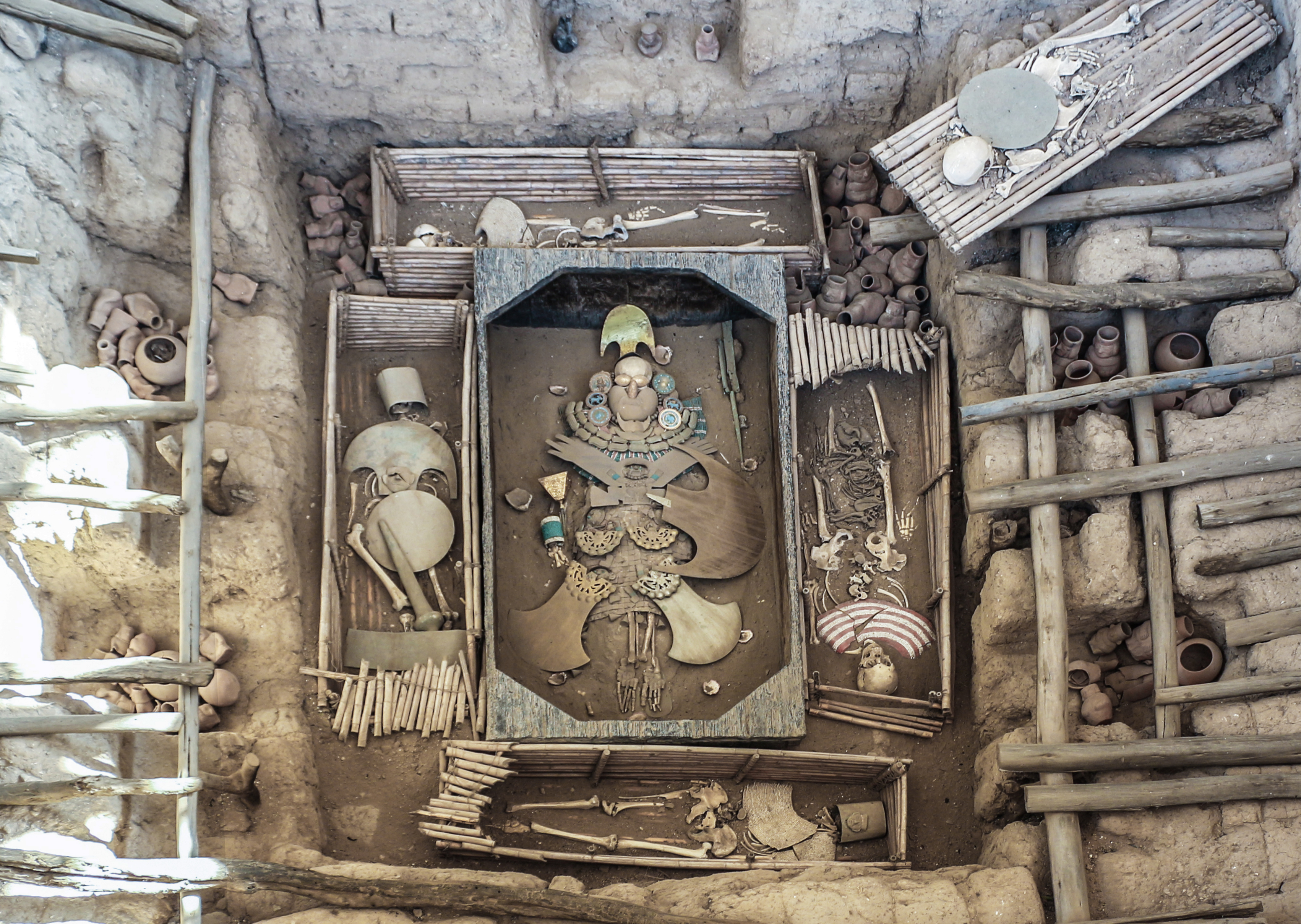
Hrobka Pána ze Sipánu

### Pohřební výbava

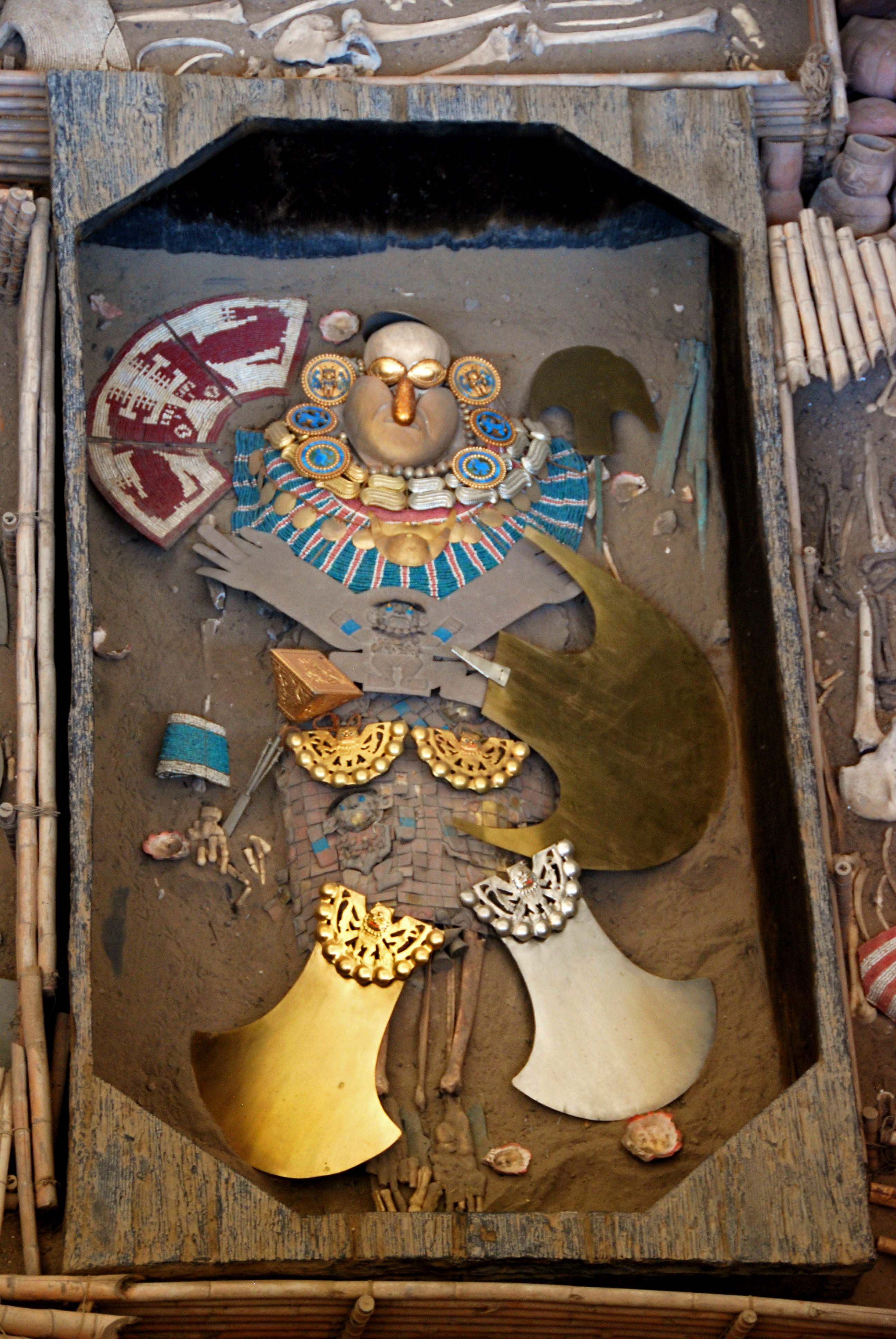
Pohřební výbava Pána ze Sipánu

Z hrobky Pána ze Sipánu se podařilo zachránit přibližně 600 předmětů. Mezi nejvýznamnější předměty patří oděv, který měřil přibližně 1,67 m, tři páry zlatých náušnic a náušnice z chryzokolu, náhrdelník z dvaceti oříšků, z nichž deset je vyrobeno ze stříbra a dalších deset ze zlata. Tyto kovy odkazují na dualitu močické kosmovize. Jedná se o náboženský symbol hlavních bohů Slunce a Měsíce a jejich dokonalou rovnováhu. Oříšek také znamenal počátek nebo znovuzrození. V pravé ruce držel zlaté žezlo, které bylo zakončené obrácenou pyramidou a v levé ruce stříbrné žezlo a stříbrný prut.

### Další nálezy
Spolu s ostatky Pána ze Sipánu byly nalezeny ostatky dalších osmi osob: tří žen, čtyř mužů a jednoho dítěte. Předpokládá se, že ženy mohly být konkubínami, zatímco muži jsou považování za vojenského velitele, hlídače a vojáka, přičemž poslední z nich měl amputované nohy. Kromě toho byly nalezeny ostatky dvou lam a psa. Pod hrobkou Pána ze Sipánu byly nalezeny další dvě hrobky, hrobka kněze a hrobka Starého Pána ze Sipánu.
V hrobce kněze byly nalezeny střepy, které svědčí o tom, že byl jednou z hlavních postav náboženské hierarchie močické civilizace. Tento kněz byl podle provedené analýzy DNA současníkem Pána ze Sipánu. Mezi předměty, které ho doprovázely, patří náboženské symboly, jako je slunce a měsíc, pohár a miska používané k obětování, pozlacená měděná koruna zdobená sovou s roztaženými křídly a další artefakty, které sloužily k uctívání Měsíce a Slunce. Nález této postavy naznačuje, že Močický stát byl teokratický. Stejnou analýzou DNA bylo prokázáno, že Starý pán ze Sipánu byl přímým předkem Pána ze Sipánu, s rozdílem čtyř generací. Je tedy možné uvažovat o dědičné hierarchii.

### Testy DNA
Na základě provedených testů DNA a archeologických testů se podařilo zjistit charakteristické znaky Pána ze Sipánu, jako je barva jeho pleti, typ rtů, vlasů, očí a další rysy jeho fyziognomie. Stejně tak se podařilo zjistit jeho věk, takže provedená rekonstrukce odpovídá tomu, jaký tento panovník byl. Byl Rh negativní, což svědčí o tom, že měl neobvyklou krevní skupinu.

## Muzeum

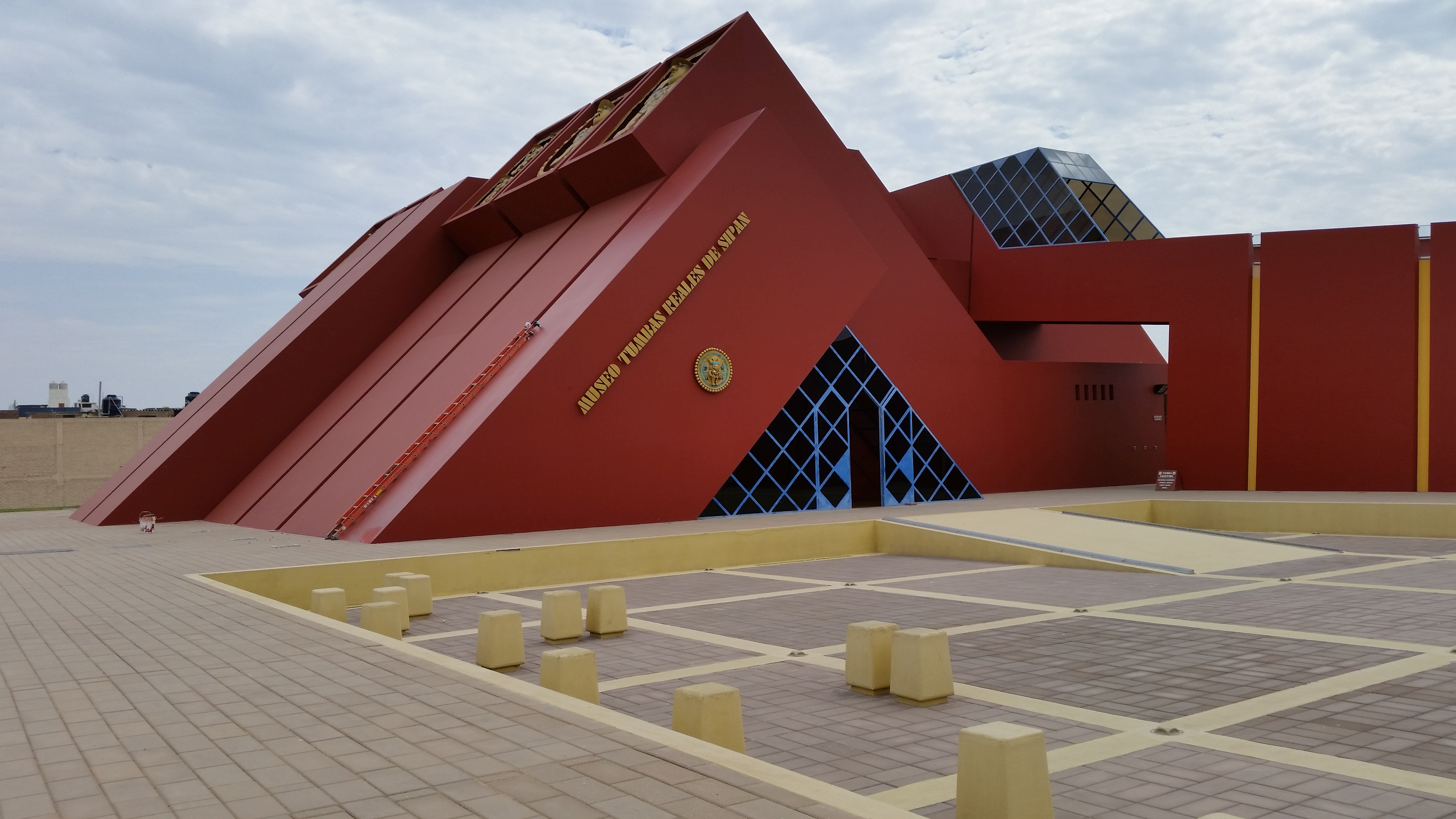
Muzeum v Sipánu

Vzhledem k významu nálezu podpořil Walter Alva výstavbu Muzea královských hrobek v Sipánu, které bylo slavnostně otevřeno v roce 2002. Nachází se v Lambayeque a jeho stavba byla inspirována starověkými zkrácenými pyramidami předhispánské civilizace Moče (1. až 7. století n. l.). V muzeu se nachází více než dva tisíce zlatých předmětů. Hlavní atrakcí je hrobka Pána ze Sipánu s jeho společníky a pohřební výbavou. V některých muzeích v Limě a ve Vládním paláci jsou místnosti, kde jsou vystaveny některé oděvy Pána ze Sipánu, zbraně atd. a dokonce i nepůvodní podoba jeho hrobky, její uspořádání a struktura.

## Kulturní odkaz
V roce 2008 natočil španělský novinář a filmař José Manuel Novoa dokumentární film Královské hrobky Peru o objevu hrobky a ostatků Pána ze Sipánu, který podpořil sám Walter Alva. Dokument, který vznikl v produkci společností Explora Films, El Deseo a RBA Audiovisuales, je považován za jeden z nejambicióznějších archeologických dokumentů, které kdy byly ve Španělsku natočeny. Během natáčení dokumentu byla navíc vykopána hrobka číslo 14 pohřební plošiny Sipán, takže divák je svědkem celého procesu vykopávání a vybalování mumie z předinckého období.